# Cantonul Quimper-1
Cantonul Quimper-1 este un canton din arondismentul Quimper, departamentul Finistère, regiunea Bretania, Franța.